# Mor ap Owain Finddu
Mor (Marius in latino e Marius in inglese; attorno al 378) è un personaggio leggendario ritenuto re del Cernyw (poi Morgannwg e oggi Glamorgan).

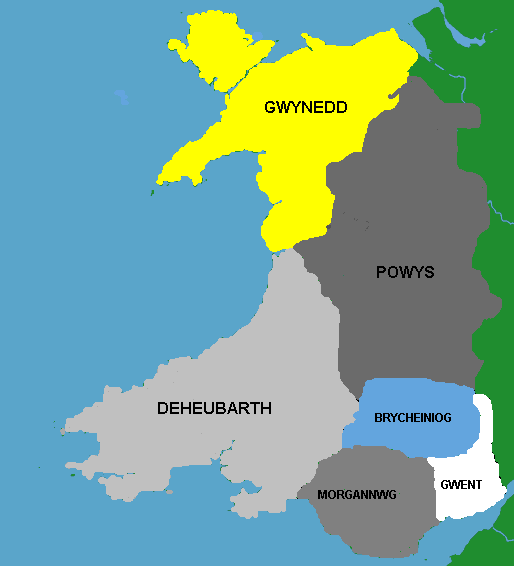
Regni medioevali del Galles

Avrebbe ereditato dal padre Owain Finddu il Galles centro-meridionale (nell'Inghilterra sud-occidentale). Non si conosce nulla su di lui, ma potrebbe essere stato un importante proprietario terriero e un ufficiale romano invece che un re. Il suo erede fu Solor.